# 社会加速

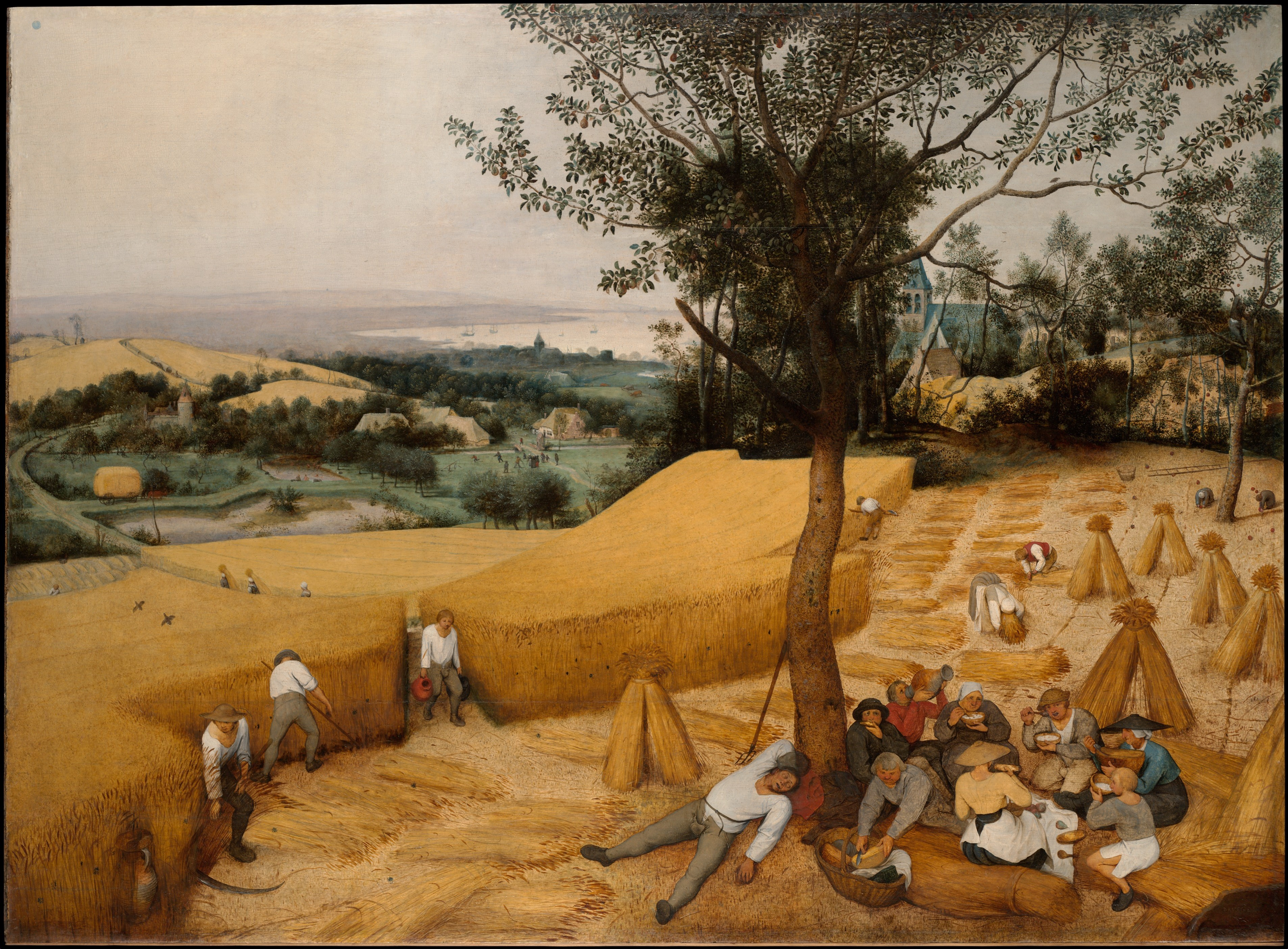
社会加速理论认为中世纪劳动者的时间体系植根于自然节律，与工业革命后受时钟支配的时间体验形成对照

社会加速（英語：Social acceleration）是德国社会学家哈特穆特·罗萨提出的时间社会学理论，用以分析晚期现代性社会中时间体验与社会结构的变迁。该理论系统阐释于其2005年著作《社会加速：现代性中时间结构的演变》（德語：Beschleunigung. Die Veränderung der Zeitstrukturen in der Moderne）中。
罗萨认为现代社会的加速逻辑体现为三个相互关联的核心维度：技术加速、社会变化加速与生活节奏加速，三者共同构成一个自我驱动的循环系统。
该概念揭示了自工业革命以来的技术进步引发普遍性时间焦虑。当通信效率跃升、交通速度突破与生产能力爆发相互叠加时，社会各领域对效率与速度的追求逐渐演变为异化机制，使人丧失与世界的本质联结。旨在为构建“共鸣”导向的美好生活图景提供理论框架。

## 理论背景
社会加速理论根植于法兰克福批判理论的逻辑演进，通过将时间情境确立为核心分析维度，继承并发展了前三代理论家基于工具理性批判、交往理性理论和承认理论对现代性困境的批判传统。
从马克斯·韦伯《新教伦理与资本主义精神》对资本主义理性化的分析，到吉登斯提出的“时空延伸”（time–space distanciation）概念，现代社会一直被描述为通过技术与组织形式不断“压缩时空”和“标准化”的进程。相比强调“空间重组”的学者，罗萨聚焦“时间压缩与加速”本身，将其视为现代性最具解释力的变量，提出以下论断：加速是现代性的结构性需求；速度产生新的社会病理。

## 核心概念

### 时间的结构
在罗萨的理论框架中，他借助诺博特·伊里亚思型构社会学方法论来厘清作为连接系统力量与个体行动间功能的社会时间与社会加速的关系，将社会加速视为现代社会时间结构改变的结果。
他将时间结构的范畴分为两个层次：前现代社会的“循环时间”和现代社会的“抽象‑线性时间”。前现代社会的时间感源自昼夜与季节等自然节律，生产生活由自然循环支配，变化缓慢、可预期，被归为“循环时间”。
与之相对，罗萨指出工业革命后形成的“抽象‑线性时间”具有可切割性、无限可塑性这两大特性。机械时钟与市场交换建立了可度量、可切割的均质时间，用以标定生产节拍、合同期限和高频金融交易窗口，将时间转化为可度量的生产单元，使得时间成为了可切割的抽象物。另一方面，资本逻辑将时间视为可无限分割、持续重构的控制对象，使其具有“无限可塑性”。导致晚现代个体陷入持续性的剧变漩涡，承受着不断强化的适应压力，彻底瓦解了传统社会的稳定根基，构成“当下萎缩”（contraction of the present），表现为经验有效性周期系统性的缩短。

### 加速的分类

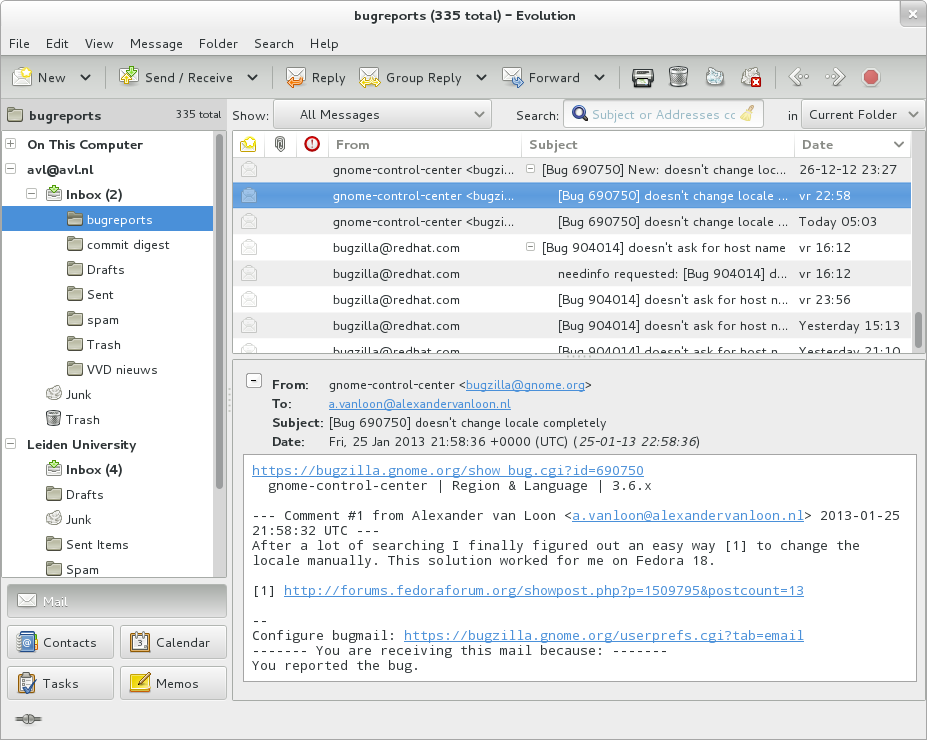
电子邮件的出现通过大幅提升信息传递量变革了沟通方式

罗萨将现代社会的加速区分为技术加速、社会变化加速与生活节奏加速三个互相耦合的维度，它们共同构成一个“自我推动的螺旋”。
首先是技术加速。电子邮件等信息技术虽突破传统邮政的时空限制，但伴随而来的是即时回复压力与信息过载风险等新挑战。流媒体服务与社交媒体趋势更凸显社会加速效应，用户被迫持续追踪海量更新的内容与互动，承受着前所未有的认知压力。
社会变化加速则具体表现为社会制度与组织形态的更新速度的提高，如企业商业模式平均寿命缩短，劳动合同趋于短期化等，使得从公司到个人都面临巨大压力。
罗萨指出，上述两种加速共同促成一种“可获得、可接触、可利用”的世界关系范式，将对世界的占有姿态常态化，技术和制度层面的提速最终反馈到个体时间分配。这种对世界的侵略性模式已渗透贸易往来、政治话语乃至日常社交等所有生活领域，使生活节奏也得以加速。

## 表现和机制
罗萨通过现象学分析指出，社会加速在宏观与微观层面同时显现，并伴随着社会停滞的时间症状。
在宏观层面，现代社会呈现出动态稳定（dynamic stabilization）的特征。政府为维持信用评级必须持续提升生产速率，这种保持结构不变却需依赖持续增长的逻辑，使得“资本主义社会必须依靠持续增长与创新才能维持现状”。
在微观层面，社会加速导致任务总量远超时间承载力，迫使人们不断参数化、优化每个时间单元。这种持续高压状态使个体陷入永久性失控感与适应焦虑，形成“狂热的停滞”（frenetic standstill），即表面上极度活跃，实质上却无法获得真正进展的状态。
罗萨认为，线性时间与抽象时间的结构性张力构成了社会加速的核心机制。现代社会将时间抽象化为可量化、可优化的资源，与人类体验的自然节律产生根本性冲突，再加之社会加速的三个维度的相互推动，从而推动了加速进程的不断深化。

## 影响和后果
社会加速带来了深层次的社会变革和个体体验的根本转变。在个体层面，现代人陷入永续的时间竞赛，与中世纪劳动者明确的有限任务框架形成鲜明对比——后者虽终生劳碌，但任务边界清晰可辨。这种变化不仅引发身心耗竭，更瓦解着人类与世界建立深度联结的能力，最终导致全面异化。
在政策层面，技术社会变革引发的“迟滞效应”日益显著，决策者永远落后于人工智能等技术的实际发展速度，难以实时应对复杂的社会政治变迁。
基于对社会加速问题的深入分析，罗萨提出共鸣概念，指代个体在加速社会中获取短暂喘息的精神修复时刻，作为对抗异化和重建人与世界深度联结的可能路径。

## 回应和批评
部分研究者指出，罗萨停留于现象层面的时间诊断，认为这种强调“主体-世界关系”的现象学和心理学方法论，不自觉地以心理学前设替代了社会结构分析，弱化了权力、阶级与制度等其他因素的重要性。
另一方面，有学者认为罗萨寄望于恢复“共鸣”来克服异化的方案“极其羸弱”，缺少清晰的制度路径，容易沦为文化诉求而非变革策略。还有批评者指出，共鸣属于情感、经验范畴，难以转化为可落实的政治项目；其规范力量及解放潜能仍“尚待证明”。在论证上，有学者认为罗萨将科技决定论与社会决定论对立起来，使人们产生“社会减速”天然比“社会加速”更优越的印象。